# Cominges
Cominges (en francés: Comminges, en occitano: Comenge) es una zona geográfica no delimitada oficialmente que abarca parte de los departamentos franceses de Ariège, Gers y la parte sur del Alto Garona, que constituía en la Alta Edad Media un condado independiente.

## Geografía
Geográficamente es el país situado en la gran cadena pirenaica del sur de Francia, en la parte alta de los valles del Garona y sus afluentes. Región comprendida entre el Bigorra (al oeste), el Couserans (al Este), el Astarac y Toulouse (al norte) y el valle de Arán y el Pallars (al Sur).

## Historia
El País de Cominges fue instituido como condado de Cominges en el siglo IX a favor de una de las ramas de los duques de Gascuña. Los condes de Cominges mantuvieron la soberanía de su territorio hasta la muerte de la princesa Margarita de Cominges, la cual dejó como heredero a Carlos VII de Francia en 1453.
Cominges es un país algo desconocido cuyos límites actuales son borrosos, sólo la geografía histórica puede detallar la dimensión del mismo. Las dos ciudades principales son Saint Bertrand de Cominges y Saint-Gaudens. Señalando que los Estados de Cominges se han celebrado desde su creación hasta la Revolución, la mayoría de las veces en Muret, haciendo de esta ciudad la capital histórica administrativa de este país. Mientras que Saint Bertrand de Cominges es la capital espiritual y religiosa.

## Etimología
Etimológicamente, el país de los Cónvenos deriva de la expresión [CIVITĀS] CONVĒNĀRUM. También escrito Comminges (en latín) y Comenges (en gascón).

## Castellanías
Tras la incorporación de los Estados de Cominges a la Corona de Francia, y para su administración, la provincia fue organizada en las siguientes castellanías: 
- castellanía de Muret: el priorato de Muret y los señoríos de Fontenilles, de Noé, de Thermes, de Poucharamet, de Mosac, de Foga, de Frosín, de Roquettes, de Saint-Alary, de Villeneuve;

- castellanía y Obispado de Lombéz, con capital en Samatán: el priorato de Samatán y los señoríos de Noaillan, de Seisses-Savés, de Savignac, de Pompiac, de Montblanc, de Ahillère, de Montagut, de Puylosic, de Garranet, de Planté, de Gensac, de Leymond, de St-Loberie, de Pin, de la Haye, de Plagnolet, de Cassanet, de Madères;

- castellanía de L´Isle-en-Dodon: la abadía de Favas, el Priorato de Mauvezín, la abadía de Nizos y los señoríos de Peguilhan, de Arrioulas, de Lousfan, de Labastide-Pomès, de Fersiat, de Montequieu-Sieurac, de Mondilhan, de Saint-Ferréol, de Bonrepos-Sieurac, de Solermes, de Polastron, de Boixéde, de Ambaon, de Membau y de Nenigan;

- castellanía de Aurignac: el priorato de Peyrissas y los señoríos de Benque, de Saint-Lary, de Saman, de Larcan, de Samoilhan, de Ramefort, de Brignolas, de Barsat, de Montossin, de Esquirs, de Roques, de Rozan-Fontrailles, de Montagut, de Espaon, de Marignac, de Eouscuns, de Baysan, de Parisas, de Escanacrabe, de Mirepoix y de Lassarrede Ruimes;

- castellanía de Sallies: el obispado de Couserans y los señoríos de Aspet, de Mauléon, de Roquefort, de Francason, de Taurignac, de Rozés y de Montagut;

- castellanía de Castillón: los señoríos de Saint Pau et Lamothe, de Villeneuve y de Bologne;

- castellanía de Fontignac: los señoríos de Larboust, de Hayes, de Sérignac, de Marignac, de Binos y de Visse;

- castellanía de Saint Julián: el vizcondado de Couserans y los señoríos de Lantar, de Gensac, de Goute Vernisse, de Laloubère, de Saint-Ciry y de Saint Cristaud;
- y baronía de Montberaud.

## Evolución histórica de los estados de Cominges

Composición del ducado de Gascuña en 1150.
Francia en 1180, con los Estados de Cominges en el centro de los Pirineos.
La provincia de Cominges en 1477, tras su integración en los dominios reales.